# Shanghai Construction Group
Shanghai Construction Group est une entreprise de construction chinoise créée en 1994.
Le groupe est coté sur le SSE 180 Index.